# Nati nel 1905/Luglio
| Questa pagina contiene informazioni ricavate automaticamente dalle voci biografiche con l'ausilio del template Bio e di un bot. L'aggiornamento è periodico e automatico e ricostruisce completamente la pagina. Se manca una persona in questa lista, sei pregato di non aggiungerla, ma accertati piuttosto che la sua voce biografica contenga il template Bio e che i dati anagrafici siano correttamente compilati. Se il template Bio manca, inseriscilo tu stesso o, in alternativa, metti l'avviso {{tmp\|Bio}} che ne segnala la mancanza. Se i dati riportati sono sbagliati, correggi direttamente la voce biografica; le modifiche saranno visibili in questa lista entro pochi giorni. Per chiarimenti vedi il progetto biografie. La lista contiene solo le 123 persone che sono citate nell'enciclopedia e per le quali è stato implementato correttamente il template Bio. Pagina aggiornata al 10 ago 2025. |

- 1º luglio - Mario Sperone, dirigente sportivo, allenatore di calcio e calciatore italiano († 1975)
- 2 luglio - Pietro Bugiani, pittore italiano († 1992)
- 2 luglio - James Edward Grant, scrittore, sceneggiatore e regista statunitense († 1966)
- 2 luglio - Tatsuzō Ishikawa, scrittore e giornalista giapponese († 1985)
- 2 luglio - Harry Wolff, pugile svedese († 1987)
- 3 luglio - Wynne Gibson, attrice statunitense († 1987)
- 3 luglio - Friedrich Hartjenstein, militare tedesco († 1954)
- 3 luglio - Carlo Iantaffi, attore e compositore italiano
- 3 luglio - Thomas Bertram Lonsdale Webster, grecista britannico († 1974)
- 4 luglio - Robert Hankey, II barone Hankey, diplomatico inglese († 1996)
- 4 luglio - Miguel Mármol, sindacalista e rivoluzionario salvadoregno († 1993)
- 4 luglio - Alfredo Parente, storico e critico musicale italiano († 1985)
- 4 luglio - John Roselli, mafioso italiano († 1976)
- 4 luglio - Bruno Sereni, giornalista, scrittore e antifascista italiano († 1986)
- 4 luglio - Lionel Trilling, critico letterario, scrittore e insegnante statunitense († 1975)
- 5 luglio - Umberto Bertozzi, militare e criminale di guerra italiano († 1964)
- 5 luglio - Michele Bonaglia, pugile italiano († 1944)
- 5 luglio - Gabriella Gatti, soprano italiano († 2003)
- 5 luglio - Else Gebel, attivista tedesca († 1964)
- 5 luglio - Luigi Giuseppe Giuliani, calciatore italiano († 1985)
- 5 luglio - Isa Miranda, attrice italiana († 1982)
- 6 luglio - Gastone Medin, scenografo italiano († 1973)
- 6 luglio - Juan O'Gorman, pittore e architetto messicano († 1982)
- 6 luglio - Suzanne Spaak, partigiana belga († 1944)
- 7 luglio - Giuseppe Cerulli Irelli, politico e ambasciatore italiano († 1987)
- 7 luglio - Louis-Jean-Frédéric Guyot, cardinale e arcivescovo cattolico francese († 1988)
- 7 luglio - Aldo Lusardi, militare italiano († 1935)
- 7 luglio - Max Rostal, violinista, violista e insegnante austriaco († 1991)
- 8 luglio - Mary Kathleen Crichton, nobildonna britannica († 1990)
- 9 luglio - Clarence Campbell, dirigente sportivo canadese († 1984)
- 9 luglio - Lionel White, scrittore e giornalista statunitense († 1985)
- 10 luglio - Ernestina de Champourcín, scrittrice spagnola († 1999)
- 10 luglio - Thomas Gomez, attore statunitense († 1971)
- 10 luglio - Urie McCleary, scenografo statunitense († 1980)
- 10 luglio - Wolfram Sievers, militare tedesco († 1948)
- 10 luglio - Edna May Weick, attrice statunitense († 1983)
- 11 luglio - Kikutarō Baba, zoologo giapponese († 2001)
- 11 luglio - Paul Wormser, schermidore francese († 1944)
- 12 luglio - Edward Bernds, regista e sceneggiatore statunitense († 2000)
- 12 luglio - Nicola Chiaromonte, saggista e critico teatrale italiano († 1972)
- 12 luglio - John Windsor, principe britannico († 1919)
- 12 luglio - Giuseppe Pietro La Marca, militare e partigiano italiano († 1989)
- 13 luglio - Eric Brochon, pallanuotista svizzero († 1991)
- 13 luglio - Bosley Crowther, giornalista e critico cinematografico statunitense († 1981)
- 13 luglio - Magda Foy, attrice statunitense († 2000)
- 13 luglio - Edvin Laine, regista e attore finlandese († 1989)
- 13 luglio - Eugenio Pagnini, pentatleta italiano († 1993)
- 13 luglio - Vincenzo Venturi, calciatore italiano
- 14 luglio - Francesco Gallo, militare italiano († 1944)
- 14 luglio - Ruggero Maregatti, velocista e lunghista italiano († 1963)
- 14 luglio - Laurence Chisholm Young, matematico statunitense († 2000)
- 15 luglio - Raoul Allegri, pittore e grafico italiano († 1969)
- 15 luglio - Melpō Axiōtī, scrittrice greca († 1973)
- 15 luglio - Anita Farra, attrice e sceneggiatrice italiana († 1979)
- 15 luglio - Addie McPhail, attrice statunitense († 2003)
- 15 luglio - Chaudhry Muhammad Ali, politico pakistano († 1980)
- 15 luglio - Lino Ricciuti, calciatore italiano († 1983)
- 15 luglio - Lew Wyld, pistard britannico († 1974)
- 16 luglio - Richard Corts, velocista tedesco († 1974)
- 16 luglio - Paolo Silvestri, calciatore italiano († 1968)
- 17 luglio - William Gargan, attore statunitense († 1979)
- 17 luglio - Renato Morelli, politico e avvocato italiano († 1977)
- 17 luglio - Araken, calciatore brasiliano († 1990)
- 17 luglio - Jacinto Quincoces, calciatore e allenatore di calcio spagnolo († 1997)
- 17 luglio - Marjorie Reeves, storica britannica († 2003)
- 17 luglio - Edgar Snow, giornalista, scrittore e sinologo statunitense († 1972)
- 17 luglio - Edda Soligo, attrice italiana († 1984)
- 18 luglio - René Dary, attore e produttore cinematografico francese († 1974)
- 18 luglio - Billy Hartill, calciatore inglese († 1980)
- 18 luglio - Geppino Micheletti, medico italiano († 1961)
- 18 luglio - Cataldo Presicci, ufficiale e antifascista italiano († 1944)
- 19 luglio - Max Colpet, paroliere, scrittore e sceneggiatore statunitense († 1998)
- 19 luglio - Giuseppe Girotti, religioso e biblista italiano († 1945)
- 19 luglio - Louis Kentner, pianista e compositore ungherese († 1987)
- 19 luglio - Pasquale Quaremba, vescovo cattolico italiano († 1986)
- 20 luglio - Jan Knobloch, calciatore cecoslovacco († 1976)
- 20 luglio - Joseph Levis, schermidore statunitense († 2005)
- 21 luglio - David M. Kennedy, banchiere, politico e diplomatico statunitense († 1996)
- 21 luglio - Aniello Mazza, arbitro di calcio italiano († 1980)
- 21 luglio - Miguel Mihura, drammaturgo e scrittore spagnolo († 1977)
- 21 luglio - Giuseppe Tommasi, avvocato e politico italiano († 1995)
- 21 luglio - Ferruccio Vosilla, militare e aviatore italiano († 1975)
- 22 luglio - Robert Danielsen, calciatore norvegese († 1973)
- 22 luglio - Louis Diage, scenografo statunitense († 1979)
- 22 luglio - Franco Montanari, diplomatico italiano († 1973)
- 22 luglio - Wolfgang Paalen, pittore e scultore austriaco († 1959)
- 23 luglio - Leopold Engleitner, religioso austriaco († 2013)
- 23 luglio - Raffaello Guzman, giornalista e aviatore italiano († 1984)
- 23 luglio - Otto Kippes, astronomo tedesco († 1994)
- 24 luglio - João Fantoni, dirigente sportivo, allenatore di calcio e calciatore brasiliano († 1982)
- 24 luglio - Enrico Forzati, avvocato e militare italiano († 1943)
- 24 luglio - Ferdinand Kardoš, calciatore cecoslovacco († 1984)
- 24 luglio - Vasilij Markelovič Pronin, regista cinematografico sovietico († 1966)
- 24 luglio - Omobono Tenni, pilota motociclistico italiano († 1948)
- 25 luglio - Elias Canetti, scrittore, saggista e aforista bulgaro († 1994)
- 25 luglio - Georges Grignard, pilota automobilistico francese († 1977)
- 25 luglio - Kaare Lie, calciatore norvegese († 1968)
- 25 luglio - Masazō Nonaka, supercentenario giapponese († 2019)
- 25 luglio - Antonio Oña de Echave, vescovo cattolico spagnolo († 1987)
- 26 luglio - Isidor Fisch, imprenditore tedesco († 1934)
- 27 luglio - Togo Bozzi, saggista e giornalista italiano († 1989)
- 27 luglio - Amilcare Della Noce, calciatore italiano († 1988)
- 27 luglio - Leo Durocher, giocatore di baseball e allenatore di baseball statunitense († 1991)
- 27 luglio - Robert L. May, scrittore statunitense († 1976)
- 27 luglio - Américo Ruffino, calciatore argentino († 1988)
- 28 luglio - William Stephen Finsen, astronomo sudafricano († 1979)
- 28 luglio - Norm Malloy, hockeista su ghiaccio canadese († 1982)
- 28 luglio - Guido Martuscelli, politico italiano († 1987)
- 28 luglio - François Varillon, gesuita e scrittore francese († 1978)
- 29 luglio - Clara Bow, attrice statunitense († 1965)
- 29 luglio - Pierre Braunberger, produttore cinematografico francese († 1990)
- 29 luglio - Dag Hammarskjöld, diplomatico, economista e scrittore svedese († 1961)
- 29 luglio - Stanley Kunitz, poeta statunitense († 2006)
- 29 luglio - Francis D. Lyon, regista e montatore statunitense († 1996)
- 29 luglio - Maksimilijan Mihelčić, calciatore jugoslavo († 1958)
- 30 luglio - Pedro Quartucci, pugile e attore argentino († 1983)
- 31 luglio - Sigge Bergman, sciatore alpino, giornalista e dirigente sportivo svedese († 2001)
- 31 luglio - Mario Bruno, calciatore e allenatore di calcio italiano († 1944)
- 31 luglio - Luigi Cosenza, ingegnere, urbanista e politico italiano († 1984)
- 31 luglio - Winton C. Hoch, direttore della fotografia statunitense († 1979)
- 31 luglio - Yvonne Howell, attrice statunitense († 2010)
- 31 luglio - Kjeld Kjos, allenatore di calcio e calciatore norvegese († 1983)
- 31 luglio - Giovanni Padovani, militare italiano († 1941)